# F 21 (sommergibile)
L’F 21 è stato un sommergibile della Regia Marina.

## Storia
Il suo primo comandante fu il tenente di vascello Ugo Casentini. Una volta in servizio prese base a Brindisi, facendo in tempo a svolgere due sole missioni belliche in acque nemiche prima del termine della guerra.
Negli anni Venti e Trenta fu impiegato nell'addestramento, prendendo parte ad esercitazioni congiunte con navi di superficie.
Radiato nel 1930, fu demolito.